# Swanahilde
Swanahilde (geb ca. 710) was de tweede vrouw van Karel Martel.
Swanahilde was een nicht van Odilo van Beieren en een van de gevangenen die Karel Martel maakte tijdens zijn Beierse campagnes (720-723). Kort daarna trouwde Karel met haar. Swanahilde arrangeerde bovendien een huwelijk tussen Odilo van Beieren en Hiltrude, dochter uit Karels eerste huwelijk met Rotrude van Trier. Na de dood van Karel wordt Swanahilde door haar stiefzoons in de Abdij van Chelles geplaatst, vermoedelijk tegelijk met de gedwongen intrede in een klooster van haar zoon Grifo.
Swanahilde en Karel hadden de volgende kinderen:
- Grifo (726-752)
- Oda (ca. 735 - na 793), gehuwd met Theoderik II van Autun, een belangrijke hoveling van Lodewijk de Vrome aan diens hof in Aquitanië
- Bernard (724-787)

## Bron
- Suanhilde op de Foundation for Medieval Genealogy [bron?]